# Märta Tamm-Götlind
Märta Elisabet Katarina Tamm-Götlind, född 16 oktober 1888 i Tveta socken, Södermanland, död 22 juni 1982 i Uppsala, var en svensk författare, folklivsforskare och kvinnosakskvinna. Hon skrev ibland under signaturen Tege.

## Biografi
Märta Tamm-Götlind växte upp på Tvetabergs säteri utanför Södertälje med fyra syskon och föräldrarna Oscar Tamm och Anna Tamm, född Bergendal. 1890-talets kris i skogsbruket bidrog till att fadern, som redan var skuldsatt, tvingades att sälja Tvetaberg. Familjen flyttade 1895 till Stockholm där fadern tog tjänst som domänintendent för Stockholms län. Märta Tamm-Götlind fick till att börja med undervisning i hemmet av en guvernant, men fortsatte studera vid Åhlinska skolan och tog studentexamen 1907. Hon hade bland andra Lydia Wahlström som lärare.
Systrarna Tamm fick en gedigen uppfostran. Den äldsta, Hildegard, blev pianolärare och landskapsmålare, Alfhild läkare och Ingeborg kontorist och politiker. Alfhild Tamm utmärkte sig särskilt genom att bli Sveriges första kvinnliga läkare verksam på ett sinnessjukhus. Hon låg ständigt i fejd med myndigheterna när det gällde att försvara sin rätt att som kvinna utöva sitt yrke och göra karriär. Systerns tunga erfarenheter stärkte Märta Tamm-Götlinds intresse för kvinnors kamp för medborgarrätt.

## Utbildning

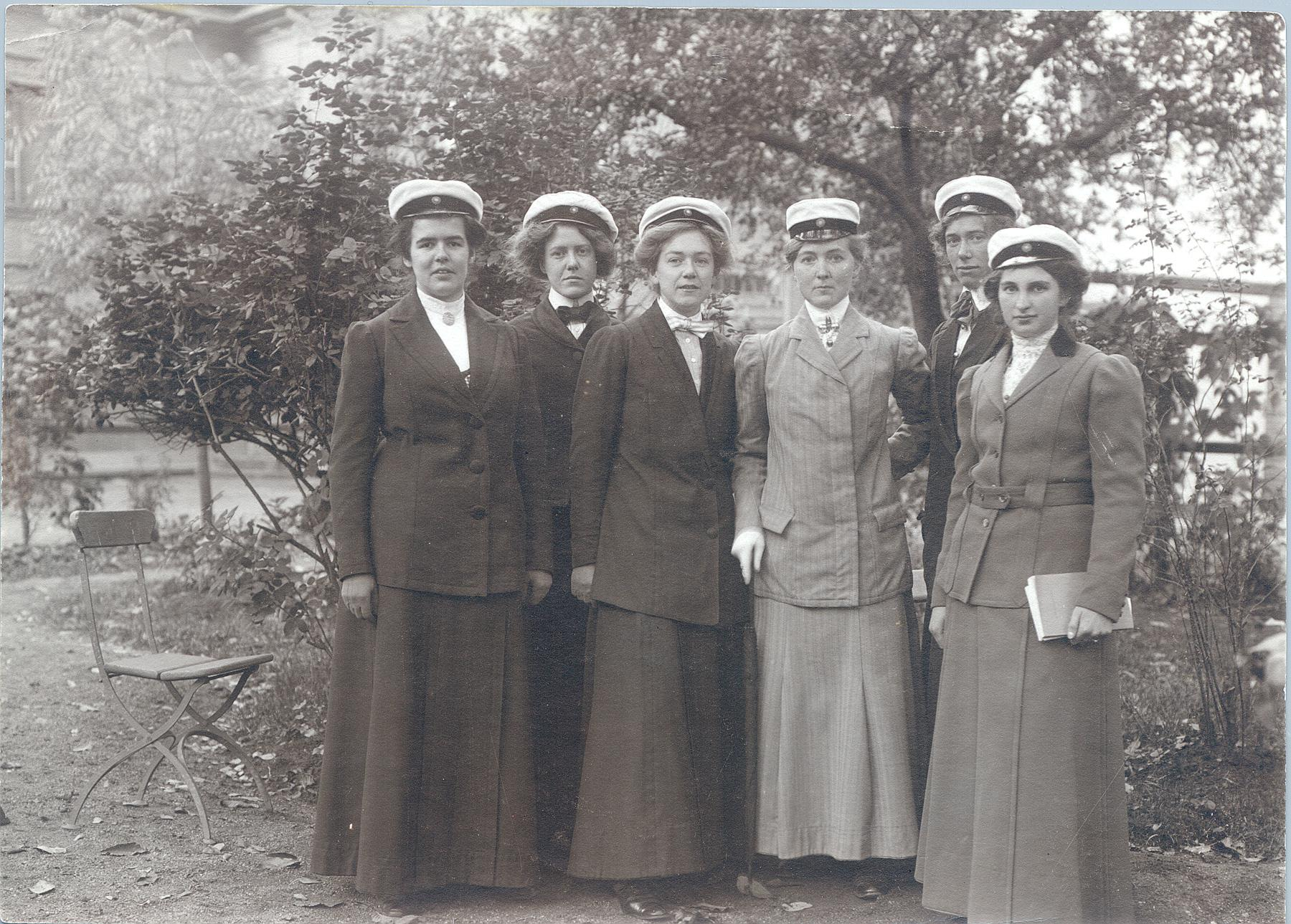
I Uppsala hösten 1911. Från vänster till höger: Ingrid Reuterskiöld, Polly Fryklund, Beth Hennings, Eva Andén, Elin Odencrantz samt Märta Tamm-Götlind.

År 1909 tog Märta Tamm-Götlind folkskollärarexamen. Hösten 1909 skrev hon in sig vid Stockholms högskola och studerade litteraturhistoria för Karl Warburg. För att kunna undervisa i svenska krävdes betyg i nordiska språk och detta ämne undervisades det knappt i vid den unga högskolan. Därför sökte sig Märta Tamm-Götlind till Uppsala och skrevs in vid universitetet vårterminen 1911. Den 12–17 juni 1911 anordnades en internationell rösträttskongress i Stockholm. Där behövdes marskalkar, gärna studenter som var språkkunniga. Märta Tamm-Götlind hade varit i England på språkresa och kunde därför anmäla sig. Tillsammans med ett 20-tal unga kvinnor blev Märta Tamm-Götlind utvald att tjänstgöra vid kongressen iklädd studentmössa, vit klänning och blågula marskalkband. I spetsen förde man ett av Lotten von Kræmer skänkt standar broderat med ordet ”Justice”.
En minnesrik upplevelse blev det för Märta Tamm-Götlind att dagen före kongressen åhöra chefsdelegaten för USA:s rösträttsorganisation, Anna Howard Shaw. Hon var vigd präst i en gren av metodistkyrkan och höll predikan i en fullsatt Gustav Vasa kyrka vid Odenplan. Märta Tamm-Götlind skulle hädanefter under hela sitt liv kämpa för kvinnors rätt att vara präster även i Sverige. Så sent som 1957 utgav hon en bok om kvinnliga präster jorden runt. Märta Tamm-Götlinds allra första publicerade bok handlade om just Anna Howard Shaw och utkom redan 1920. Hennes engagemang för kvinnliga präster sträckte sig över flera decennier och Margit Sahlin, en av Sveriges tre första vigda kvinnliga präster, skrev 1960 ett tackbrev till Märta Tamm-Götlind.
Märta Tamm-Götlind blev filosofie magister i nordiska språk 1914. Hon skrev en trebetygsuppsats för professor Adolf Noreen, som rekommenderade den för publicering i Ord & Bild. Under rubriken "Något om familjenamnen hos svenska romanhjältar" fick Märta Tamm-Götlind sitt första alster publicerat.

## Karriär
Under studierna i nordiska språk träffade hon bondsonen Johan Götlind från Västergötland. I januari 1917 gifte de sig och 1918 disputerade Johan Götlind på avhandlingen Studier i västsvensk ordbildning. Johan Götlind var fäst vid sitt västgötska ursprung och brann för dialekter och folkminnen. Han kallade dessa för våra andliga fornminnen. Märta Tamm-Götlind blev via honom involverad i framväxten av Landsmålsarkivet i Uppsala.
Johan Götlind hade 1918 blivit anställd vid Landsmålsarkivet och 1928 började han bygga upp den nyinrättade folkminnesavdelningen. Genom makens arbete vid Landsmålsarkivet fick Märta Tamm-Götlind uppslag till sina kulturhistoriska artiklar. Samtidigt som maken gjorde akademisk karriär födde Märta Tamm-Götlind två barn, Gustav (1921) och Erik (1923). Journalistik, föreningsliv och forskning var dock de uttrycksmedel som Märta Tamm-Götlind själv ville framhålla i sitt värv. Studierna i Uppsala förde henne in i rösträttsrörelsen och därmed även kvinnorörelsen. Märta Tamm-Götlind var ordförande i Uppsalakretsen av Internationella Kvinnoförbundet för Fred och Frihet 1948–1967.
När Märta Tamm-Götlinds söner växte upp blev berättelser för barn aktuella. Detta resulterade i ett antal bilderböcker och kapitelböcker utgivna framförallt på J. A. Lindblads Bokförlag i Uppsala. Flera av Märta Tamm-Götlinds barnböcker framstår än idag som friska skapelser. Redan 1926 utkom bilderboken Nallas saga som utger sig för att vara en sann björnhistoria från 1860-talet. Djurtemat utvecklades i Mormors och farfars djursagor från 1933. Bilderboken Djurfesten i storskogen, 1938, framstår som en modern tomtesaga med en tomtefar som åker flygmaskin. Kapitelböckerna Olle och Gösta. Två små pojkars upptåg och äventyr, 1931, fick fortsättningen Bytingar. Nya upptåg av Olle och Gösta, 1934.
Av särskilt intresse ur ett bruksperspektiv är Berghagabarnen. Berättelse från Upplandsbygden och Lappmarken, 1937, och Barnen i bruksbygden. Berättelse från 1860-talet från 1942. Finalen för Märta Tamm-Götlind som barnboksförfattare blev Djuren som skrämde bort trollen, 1945. Här hämtade hon stoff ur makens verk om Saga, sägen och folkliv i Västergötland.
Under 1920- och 1930-talen medverkade Märta Tamm-Götlind sporadiskt med artiklar i tidskrifterna Idun, Hertha och Tidevarvet. Ämnena rörde främst kvinnofrågor. Hon började resa runt till husmodersföreningar i Uppland och höll föredrag om kulturpersoner som Fredrika Bremer och Jenny Lind. I många år rapporterade Tamm-Götlind från de uppländska husmodersföreningarnas möten för Upsala Nya Tidning och skrev även bokrecensioner och notiser, ofta under signaturen Tege.
Med sina rötter i den liberala studentgenerationen upplevde Märta Tamm-Götlind rösträttsrörelsens segertåg under 1910-talet och blev en typisk representant för en samhällsintresserad, socialt engagerad person inom kvinno- och fredsrörelserna. Hon bidrog under flera decennier i mitten av 1900-talet till att genom sina artiklar och föredrag mejsla fram bilden av den uppländska bruksortens sociala liv. Uppslag och idéer hämtades från de folkminnesuppteckningar, som inletts vid det 1914 påbörjade Landsmålsarkivet i Uppsala, där hennes make var verksam och hon själv fick utföra pilotstudier. På detta sätt framstår hon som en populärvetenskaplig etnolog av den gamla skolan med cykel och anteckningsblock som utrustning på färden.
Skribenten Märta Tamm-Götlind lyfte även fram sociala och bildningsmässiga aspekter på Uppsalas historia genom en rad kulturartiklar, som byggde på grundforskning, särskilt om försummade sociala ämnen kring kvinnors och barns villkor. I Uppsala blev hon en känd profil inom föreningsliv och politik. Hon engagerade sig i Uppsalakretsen av Internationella Kvinnoförbundet för Fred och Frihet (IKFF) och var dess ordförande i flera decennier samt en period ordförande i de Frisinnade Kvinnornas Riksförbunds länsförbund.
Folkloristiken var således en viktig grund för Märta Tamm-Götlinds verksamhet som föreläsare och skribent. Visserligen hade hon Uppsala som hemort större delen av livet, men utflykterna till de uppländska bruksbygderna och de olika lokalavdelningarna inom husmodersrörelsen gjorde att hon kom att sprida sina släkt- och folkminnesuppteckningar till en större allmänhet även genom föreläsningar. Märta Tamm-Götlind blev därigenom under 1900-talet en uppländsk folkbildare med skarp profil. Hon var en del av en samverkande folkbildande rörelse där det skrivna och talade ordet användes som redskap i forskning och föredrag.

## Sista åren
År 1980 utsågs Märta Tamm-Götlind till hedersdoktor vid Uppsala universitet. Motiveringen betonade hennes insatser för folklivsforskningen i form av efterlämnade manuskript, som utgjorde underlag för föredrag och tidningsartiklar.
Märta Tamm-Götlind avled i Uppsala 1982 i en ålder av 93 år. Hon är begravd tillsammans med sin make på Göteve kyrkogård i Västergötland.

### Barn- och ungdomsböcker

#### Bilderböcker
- Nallas saga: en sann björnhistoria från 1860-talet. Annie Bergman (ill.). Uppsala: Lindblad. 1926. Libris 1336093
- Mormors och farfars djursagor. Gunnar Widholm (ill.). Stockholm: Diakonistyr. 1933. Libris 1405307
- Djurfesten i storskogen: Bilderbok. Eva Andersson (ill.). Uppsala: Lindblad. 1938. Libris 1360745
- Kurt reser till västkusten. Else Mokli Brag (ill.). Uppsala: Lindblad. 1942. Libris 1430544
- Djuren som skrämde bort trollen: ur Johan Götlind: Saga, sägen och folkliv i Västergötland. Kerstin Frykstrand (ill.). Uppsala: Lindblad. 1945. Libris 1398887

#### Kapitelböcker
- Olle och Gösta: Två små pojkars upptåg och äventyr. Uppsala: Lindblad. 1931. Libris 1405308
- Äventyr på fäbodvallen och andra berättelser. Märta von Post (ill.). Uppsala: Lindblad. 1932. Libris 1405309
- Bytingar: nya upptåg av Olle och Gösta. Maja Synnergren (ill.). Uppsala: Lindblad. 1934. Libris 1405305
- Berghagabarnen: berättelse från Upplandsbygden och Lappmarken (2. uppl.). Uppsala: Lindblad. 1937. Libris 1380225
- Barnen i bruksbygden: berättelse från 1860-talet. Uppsala: Lindblad. 1942. Libris 1430538
- Tärnpatrullen i fredstjänst: berättelse med några tidsbilder från det andra världskrigets slut : för ungdom i tonåren. Uppsala: Lindblad. 1950. Libris 1430542

### Biografier och memoarer
- Anna Howard Shaw: Den kvinnliga prästen och människovännen : En livsbild. Uppsala: Lindblad. 1920. Libris 1659630
- Kvinnliga präster jorden runt. Stockholm: Diakonistyr. 1957. Libris 474994
- Pehr Adolf Tamm 1774-1856: kulturglimtar från en brukspatrons liv och verksamhet under 1800-talets första halvsekel. [Uppsala]: [förf.]. 1971. Libris 1912523
- Alfhild Tamm: 16 maj 1876 - 1 november 1959 : kort skildring av hennes liv och verk. [Uppsala] :: Släktföreningen Tham och Tamm. 1973. Libris 479957
- Axel Hambræus: personliga intryck. Dala-författare, 0281-3122 ; 2. Hedemora. 1974. Libris 2229307
- Minnen och människor. Lund: Doxa. 1978. Libris 7437092. ISBN 91-578-0071-5

### Övrigt
- Husmoderns hushållsbok.. Stockholm: Herzog. 1925. Libris 1483002